# Ålevatten (Jörlanda socken, Bohuslän)
Ålevatten är en sjö i Stenungsunds kommun i Bohuslän och ingår i Göta älv-Bäveåns kustområde. Sjön är 5,3 meter djup, har en yta på 0,031 kvadratkilometer och befinner sig 95 meter över havet.